# Orgyie
Die Orgyie war ein antikes ägyptisches Längenmaß und mit der Klafter vergleichbar. Die alte Orgyie wurde mit Hatua bezeichnet.
- 1 Orgyie/Hatua = ½ Qasab (kleine Rute) = 1,8468 Meter[2]

Die Maßkette war
- 1 Orgyie = 2 2/5 Bema (Schritt) = 4 Pechys (Elle) = 6 Fuß = 8 Spithamen (Spanne) = 12 Dichas = 24 Palme (Handbreit) = 96 Dactylus (Fingerbreite)[3]